# Fulgencio Berdugo
Fulgencio Berdugo Cabrera (Barranquilla, Colombia; 14 de junio de 1918-Barranquilla, Colombia; 3 de febrero de 2003) fue un futbolista colombiano.

## Trayectoria
Jugó como profesional de fútbol en el Junior de Barranquilla desde la década de 1940 hasta los años 1950. Participó en la Copa América de 1945, marcando un gran gol ante el equipo de Bolivia, dándole un empate a su selección. También participó en la Copa América de 1947. En 1946 integró la primera Selección  Colombia que ganó la Medalla de oro de los V Juegos Centroamericanos y del Caribe.
Jugó como profesional en la isla de Cuba hacia la década de 1950 y fue uno de los primeros jugadores colombianos destacados como futbolista en el exterior. Jugó al lado de grandes jugadores brasileños y nacionales en la época dorada del fútbol colombiano.

## Selección nacional

### Participaciones en el Campeonato Sudamericano
| Copa América                 | Sede  | Resultado | Goles |
| ---------------------------- | ----- | --------- | ----- |
| Campeonato Sudaméricano 1945 | Chile | 5.º lugar | 2     |
| Campeonato Sudaméricano 1949 | Perú  | 9.º lugar | 1     |

### Participaciones en los Juegos Centroamericanos y del Caribe
| Copa América   | Sede     | Resultado | Goles |
| -------------- | -------- | --------- | ----- |
| Juegos de 1947 | Colombia | Campeón   | 3     |